# Dos pistoleros
Dos pistoleros (título original en italiano: Due mafiosi nel Far West, lit. 'Dos mafiosos en el lejano oeste') es una película italiana de 1964 dirigida por Giorgio Simonelli y protagonizada por Franco Franchi y Ciccio Ingrassia.

## Argumento
Dos buscadores de oro italianos que viven en Colorado son asesinados por la banda del bandolero mexicano Río, cuando este último trata de robarles su tesoro. Pero éstos mueren con su secreto y nunca más se supo de la fortuna, hasta que Franco y Ciccio deciden viajar al Oeste americano con el fin de encontrar esta fabulosa mina de oro que les han dejado en herencia.

## Reparto
- Franco Franchi: Franco Capone / abuelo Franco / Francuzza.
- Ciccio Ingrassia: Ciccio Capone / abuelo de Ciccio / Ciccia.
- Aroldo Tieri: Ramírez.
- Hélène Chanel: Betty Blanc.
- Fernando Sancho: Río.
- Ana Casares: María Simpson.
- Aldo Giuffré: el abogado defensor.
- Adriano Micantoni: Ramón.
- Luis Peña: Juez Williams.
- Félix Dafauce: el enterrador.
- Alfredo Rizzo: Coronel Peabody.
- Vittorio Bonos: Mano Amarilla.
- Ignazio Spalla: un bandido con Rio.
- José Torres: Pablito.
- Giovanni Vari: un juez.
- Stelio Tanzini: el tuerto.
- Loretta Gagliardini: María.
- Vincenzo Falanga: otro juez.
- Tony Dimitri: Jesse James.
- Olimpia Cavalli: Calamity Jane
- Lanfranco Ceccarelli: un prisionero.
- Enzo Andronico: el fiscal.
- Edith Peters: la mujer negra del salón.

## Producción
El pueblo falso situado cerca de Madrid para representar el Oeste estadounidense es el mismo utilizado en la película Arizona Bill de Mario Bava rodada el mismo año.

## Recepción
El resultado de taquilla de 342 millones de liras fue considerado bueno, como fue el caso de la mayoría de las películas del dúo.